# 1983 en astronautique
Chronologie de l'astronautique
- 1979
- 1980
- 1981
- 1982
- 1983
- 1984
- 1985
- 1986
- 1987

Cette page présente une chronologie des événements qui se sont produits pendant l'année 1983 dans le domaine de l'astronautique.

## Synthèse de l'année 1983

### Programmes spatiaux nationaux

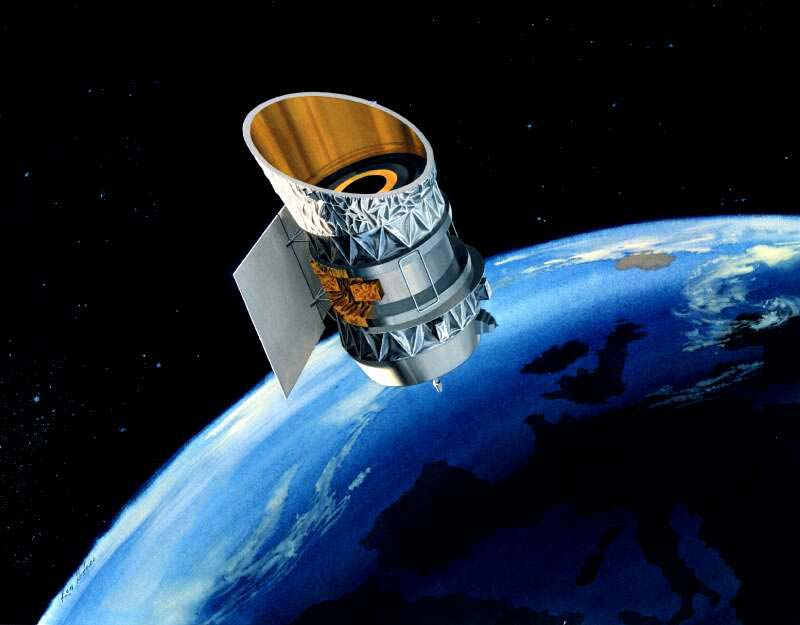
Vue d'artiste du télescope infrarouge IRAS
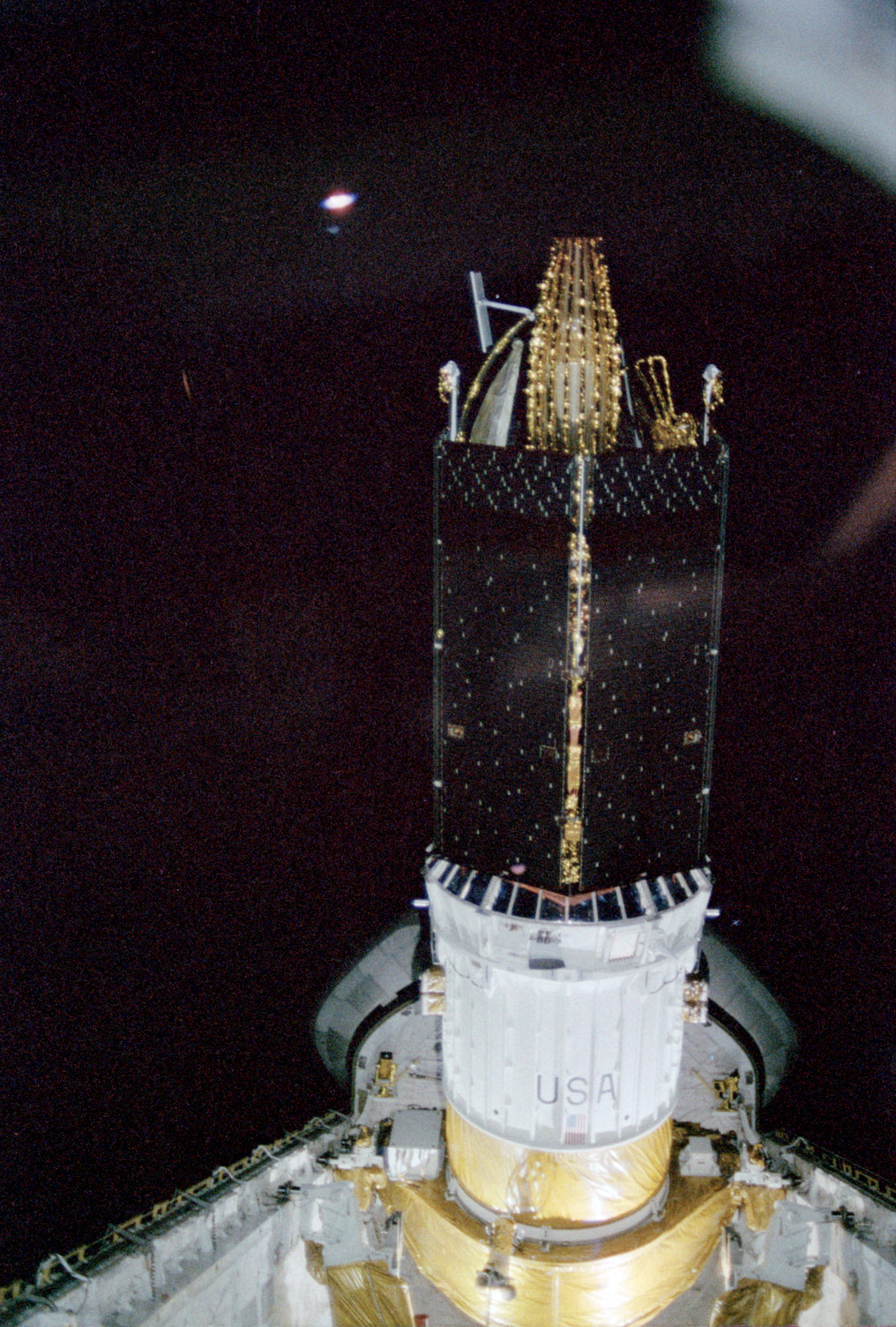
Le premier satellite TDRS est lancé durant la mission STS-6 de la navette spatiale.
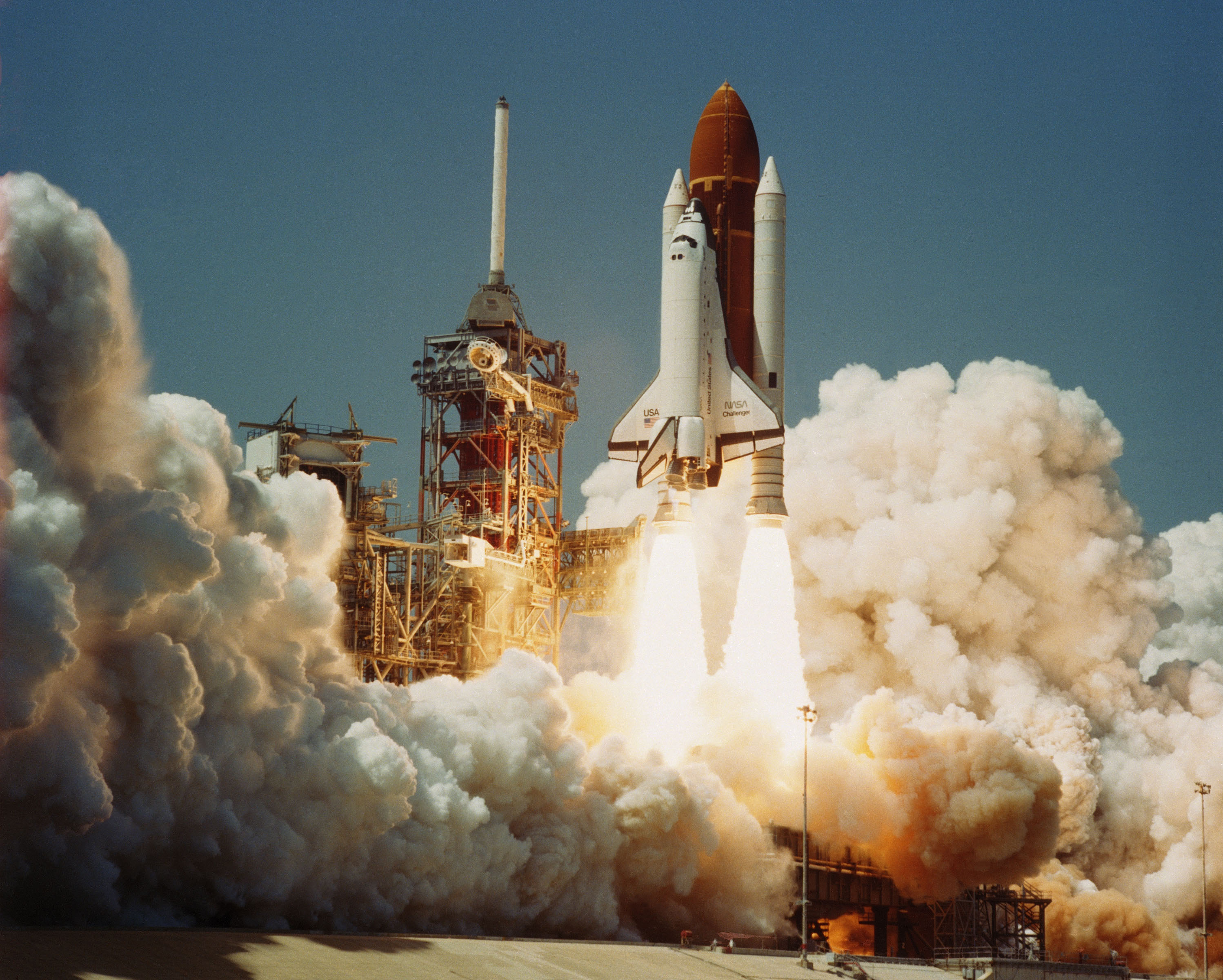
Premier vol de la navette Challenger

## Détail de l'activité spatiale

### Chronologie

#### Janvier
| Date            | Lanceur      | Base de lancement | Type           | Charge utile  | Notes                             |
| 12 janvier 1983 | Cosmos-3M    | Baïkonour         | Orbite basse   | Parus         | Satellite de navigation militaire |
| 19 janvier 1983 | Cosmos-3M    | Baïkonour         | Orbite basse   | Strela-1M x 8 | Satellites de télécommunications  |
| 20 janvier 1983 | Vostok 8A92M | Baïkonour         | Orbite basse   | Tselina-D     | Satellite d'écoute électronique   |
| 25 janvier 1983 | Cosmos-3M    | Baïkonour         | Orbite basse   | Taifun        | Calibration radar Échec           |
| 26 janvier 1983 | Delta 3910   | Vandenberg        | Orbite polaire | IRAS          | Télescope infrarouge              |
| 27 janvier 1983 | Soyouz-U     | Baïkonour         | Orbite basse   | Zenit-6       | Satellite de reconnaissance       |

#### Février
| Date            | Lanceur      | Base de lancement | Type                   | Charge utile             | Notes                                  |
| 4 février 1983  | N-II         | Tanegashima       | Orbite géostationnaire | Sakura 2A                | Satellite de télécommunications        |
| 6 février 1983  | Soyouz-U     | Baïkonour         | Orbite basse           | Iantar-2K Feniks No. 956 | Satellite de reconnaissance            |
| 9 février 1983  | Atlas H      | Vandenberg        | Orbite basse           | NOSS Parcae x 3 5        | Satellite d'écoute électronique navale |
| 10 février 1983 | Soyouz-U     | Baïkonour         | Orbite héliosynchrone  | Resurs-F1 17F41 No. 20   | Observation de la Terre                |
| 16 février 1983 | Vostok 8A92M | Baïkonour         | Orbite basse           | Tselina-D                | Satellite d'écoute électronique        |
| 20 février 1983 | Mu-3S        | Uchinoura         | Orbite basse           | ASTRO-B                  | Télescope rayons X                     |
| 25 février 1983 | Soyouz-U     | Baïkonour         | Orbite basse           | Iantar-4K1 Oktan No. 248 | Satellite de reconnaissance            |

#### Mars
| Date         | Lanceur      | Base de lancement | Type                   | Charge utile  | Notes                                                                 |
| 2 mars 1983  | Proton-K     | Baïkonour         | Orbite basse           | TKS n°3       | 3e test du vaisseau complet                                           |
| 2 mars 1983  | Soyouz-U     | Baïkonour         | Orbite basse           | Zenit-6       | Satellite de reconnaissance                                           |
| 11 mars 1983 | Molnia M     | Baïkonour         | Orbite de Molnia       | Molniya-3     | Satellite de télécommunications                                       |
| 12 mars 1983 | Proton-K/DM  | Baïkonour         | Orbite géostationnaire | Ekran No. 18L | Satellite de télécommunications                                       |
| 15 mars 1983 | Cosmos 3M    | Kapoustine Iar    | Orbite basse           | BOR-4 No. 403 | Prototype de navette spatiale de type corps portant à échelle réduite |
| 16 mars 1983 | Soyouz-U2    | Baïkonour         | Orbite basse           | Zenit-6       | Satellite de reconnaissance                                           |
| 16 mars 1983 | Molnia M     | Baïkonour         | Orbite de Molnia       | Molniya-1     | Satellite de télécommunications                                       |
| 23 mars 1983 | Proton-K/D-1 | Baïkonour         | Orbite haute           | Astron        | Télescope ultraviolet                                                 |
| 24 mars 1983 | Cosmos-3M    | Baïkonour         | Orbite basse           | Nadezhda      | Satellite de navigation                                               |
| 28 mars 1983 | Atlas E      | Vandenberg        | Orbite héliosynchrone  | NOAA 8        | Satellite météorologique                                              |
| 30 mars 1983 | Cosmos-3M    | Baïkonour         | Orbite basse           | Parus         | Satellite de navigation militaire                                     |
| 31 mars 1983 | Soyouz-U     | Baïkonour         | Orbite basse           | Zenit-6       | Satellite de reconnaissance                                           |

#### Avril
| Date          | Lanceur                     | Base de lancement      | Type                   | Charge utile               | Notes |
| 2 avril 1983  | Molnia M                    | Baïkonour              | Orbite de Molnia       | Molniya-1                  | Satellite de télécommunications |
| 4 avril 1983  | Navette spatiale américaine | Centre spatial Kennedy | Orbite basse           | Navette Challenger (STS-6) | |
| 4 avril 1983  | Navette spatiale américaine | Centre spatial Kennedy | Orbite géostationnaire | TDRS 1                     | Premier de la série des satellites de télécommunications utilisé par la NASA pour relayer les données de ses missions en orbite terrestre |
| 6 avril 1983  | Cosmos-3M                   | Baïkonour              | Orbite basse           | Vektor                     | Calibration radar |
| 8 avril 1983  | Proton-K/DM                 | Baïkonour              | Orbite géostationnaire | Radouga Gran               | Satellite de télécommunications militaires                                                                                                |
| 8 avril 1983  | Soyouz-U                    | Baïkonour              | Orbite basse           | Zenit-6                    | Satellite de reconnaissance |
| 11 avril 1983 | Delta 3924                  | Cape Canaveral         | Orbite géostationnaire | Satcom 1R                  | Satellite de télécommunications |
| 12 avril 1983 | Cosmos-3M                   | Baïkonour              | Orbite basse           | Strela-2M                  | Satellite de télécommunications |
| 15 avril 1983 | Titan 24B                   | Vandenberg             | Orbite basse           | KH-8                       | Satellite de reconnaissance optique |
| 17 avril 1983 | SLV-3                       | Satish Dhawan          | Orbite basse           | Rohini-3                   | Satellite technologique |
| 19 avril 1983 | Cosmos-3M                   | Baïkonour              | Orbite basse           | Taifun                     | Calibration radar |
| 20 avril 1983 | Soyouz-U                    | Baïkonour              | Orbite basse           | Soyouz T-8                 | Relève équipage station spatiale |
| 22 avril 1983 | Soyouz-U                    | Baïkonour              | Orbite basse           | Iantar-2K Feniks No. 957   | Satellite de reconnaissance |
| 23 avril 1983 | Tsiklon-3                   | Baïkonour              | Orbite basse           | Tselina-D                  | Satellite d'écoute électronique |
| 25 avril 1983 | Molnia M                    | Baïkonour              | Orbite de Molnia       | Oko                        | Satellite d'alerte précoce |
| 26 avril 1983 | Soyouz-U                    | Baïkonour              | Orbite basse           | Iantar-4K1 Oktan No. 214   | Satellite de reconnaissance |
| 28 avril 1983 | Soyouz-U                    | Baïkonour              | Orbite basse           | Zenit-4MKT Fram            | Satellite de reconnaissance optique |
| 28 avril 1983 | Delta 3914                  | Cape Canaveral         | Orbite géostationnaire | GOES F                     | Satellite météorologique |

#### Mai
| Date        | Lanceur              | Base de lancement | Type                   | Charge utile             | Notes                                 |
| 6 mai 1983  | Cosmos-3M            | Baïkonour         | Orbite basse           | Parus                    | Satellite de navigation militaire     |
| 6 mai 1983  | Soyouz-U             | Baïkonour         | Orbite basse           | Zenit-6                  | Satellite de reconnaissance           |
| 7 mai 1983  | Tsiklon-2            | Baïkonour         | Orbite basse           | US-P                     | Satellite de reconnaissance océanique |
| 17 mai 1983 | Soyouz-U             | Baïkonour         | Orbite héliosynchrone  | Resurs-F1 17F41 No. 21   | Observation de la Terre               |
| 19 mai 1983 | Cosmos-3M            | Baïkonour         | Orbite basse           | Taifun-1B                | Calibration radar                     |
| 19 mai 1983 | Atlas SLV-3D Centaur | Cape Canaveral    | Orbite géostationnaire | Intelsat 506             | Satellite de télécommunications       |
| 24 mai 1983 | Cosmos-3M            | Baïkonour         | Orbite basse           | Parus                    | Satellite de navigation militaire     |
| 26 mai 1983 | Cosmos-3M            | Kapoustine Iar    | Orbite basse           | Taifun                   | Calibration radar                     |
| 26 mai 1983 | Soyouz-U             | Baïkonour         | Orbite basse           | Iantar-4K1 Oktan No. 250 | Satellite de reconnaissance           |
| 26 mai 1983 | Delta 3914           | Vandenberg        | Orbite haute           | EXOSAT                   | Télescope rayons X                    |
| 31 mai 1983 | Soyouz-U             | Baïkonour         | Orbite basse           | Zenit-6                  | Satellite de reconnaissance           |

#### Juin
| Date         | Lanceur                     | Base de lancement      | Type                   | Charge utile               | Notes                                  |
| 2 juin 1983  | Proton-K/D-1                | Baïkonour              | Orbite héliocentrique  | Venera 15                  | Sonde spatiale exploration de Vénus    |
| 7 juin 1983  | Proton-K/D-1                | Baïkonour              | Orbite héliocentrique  | Venera 16                  | Sonde spatiale exploration de Vénus    |
| 7 juin 1983  | Soyouz-U                    | Baïkonour              | Orbite héliosynchrone  | Resurs-F1 17F41 No. 22     | Observation de la Terre                |
| 9 juin 1983  | Atlas H                     | Vandenberg             | Orbite basse           | NOSS Parcae x 3 6          | Satellite d'écoute électronique navale |
| 14 juin 1983 | Soyouz-U                    | Baïkonour              | Orbite basse           | Zenit-6                    | Satellite de reconnaissance            |
| 16 juin 1983 | Ariane 1                    | Kourou                 | Orbite géostationnaire | ECS 1                      | Satellite de télécommunications        |
| 16 juin 1983 | Ariane 1                    | Kourou                 | Orbite moyenne         | AMSAT                      | Radio amateurs                         |
| 18 juin 1983 | Navette spatiale américaine | Centre spatial Kennedy | Orbite basse           | Navette Challenger (STS-7) |                                        |
| 18 juin 1983 | Navette spatiale américaine | Centre spatial Kennedy | Orbite géostationnaire | Anik C2                    | Satellite de télécommunications        |
| 18 juin 1983 | Navette spatiale américaine | Centre spatial Kennedy | Orbite géostationnaire | Palapa B1                  | Satellite de télécommunications        |
| 20 juin 1983 | Titan 34D                   | Vandenberg             | Orbite basse           | KH-9 SV-18                 | Satellite de reconnaissance optique    |
| 22 juin 1983 | Tsiklon-3                   | Baïkonour              | Orbite basse           | Tselina-D                  | Satellite d'écoute électronique        |
| 27 juin 1983 | Soyouz-U                    | Baïkonour              | Orbite basse           | Soyouz T-9                 | Relève équipage station spatiale       |
| 27 juin 1983 | Scout D-1                   | Vandenberg             | Orbite basse           | Transit-O                  | Satellite de navigation                |
| 28 juin 1983 | Soyouz-U                    | Baïkonour              | Orbite basse           | Iantar-2K Feniks No. 958   | Satellite de reconnaissance            |
| 28 juin 1983 | Delta 3920/PAM              | Cape Canaveral         | Orbite géostationnaire | Galaxy 1                   | Satellite de télécommunications        |
| 30 juin 1983 | Proton-K/DM                 | Baïkonour              | Orbite géostationnaire | Gorisont No. 17L           | Satellite de télécommunications        |

#### Juillet
| Date             | Lanceur        | Base de lancement | Type                   | Charge utile           | Notes                                      |
| 1er juillet 1983 | Molnia M       | Baïkonour         | Orbite haute           | Prognoz-9              | Étude de la magnétosphère                  |
| 5 juillet 1983   | Soyouz-U       | Baïkonour         | Orbite basse           | Zenit-6                | Satellite de reconnaissance                |
| 6 juillet 1983   | Cosmos-3M      | Baïkonour         | Orbite basse           | Strela-1M x 8          | Satellites de télécommunications           |
| 8 juillet 1983   | Molnia M       | Baïkonour         | Orbite de Molnia       | Oko                    | Satellite d'alerte précoce                 |
| 13 juillet 1983  | Soyouz-U       | Baïkonour         | Orbite basse           | Zenit-6                | Satellite de reconnaissance                |
| 14 juillet 1983  | Atlas E/SGS-2  | Vandenberg        | Orbite moyenne         | GPS 8                  | Satellite de navigation                    |
| 19 juillet 1983  | Molnia M       | Baïkonour         | Orbite de Molnia       | Molniya-1              | Satellite de télécommunications            |
| 20 juillet 1983  | Soyouz-U       | Baïkonour         | Orbite héliosynchrone  | Resurs-F1 17F41 No. 23 | Observation de la Terre                    |
| 24 juillet 1983  | Vostok 8A92M   | Baïkonour         | Orbite héliosynchrone  | Resours-OE No. 3-2     | Observation de la Terre                    |
| 26 juillet 1983  | Soyouz-U       | Baïkonour         | Orbite basse           | Zenit-6                | Satellite de reconnaissance                |
| 28 juillet 1983  | Delta 3920/PAM | Cape Canaveral    | Orbite géostationnaire | Telstar 301            | Satellite de télécommunications            |
| 31 juillet 1983  | Titan 34B      | Vandenberg        | Orbite de Molnia       | Jumpseat 7             | Satellite de télécommunications militaires |

#### Août
| Date         | Lanceur                     | Base de lancement      | Type                   | Charge utile                | Notes                                      |
| 3 août 1983  | Cosmos-3M                   | Baïkonour              | Orbite basse           | Strela-2M                   | Satellite de télécommunications            |
| 5 août 1983  | Soyouz-U                    | Baïkonour              | Orbite héliosynchrone  | Resurs-F1 17F41 No. 25      | Observation de la Terre                    |
| 5 août 1983  | N-II                        | Tanegashima            | Orbite géostationnaire | Sakura 2B                   | Satellite de télécommunications            |
| 9 août 1983  | Soyouz-U                    | Baïkonour              | Orbite basse           | Zenit-6                     | Satellite de reconnaissance                |
| 10 août 1983 | Soyouz-U                    | Baïkonour              | Orbite basse           | Iantar-4K1 Oktan No. 252    | Satellite de reconnaissance                |
| 10 août 1983 | Proton-K/DM-2               | Baïkonour              | Orbite moyenne         | GLONASS Ouragan x 3 No. 12L | Satellites de navigation                   |
| 17 août 1983 | Soyouz-U                    | Baïkonour              | Orbite basse           | Progress 17                 | Ravitaillement station spatiale            |
| 19 août 1983 | Longue Marche 2C            | Jiuquan                | Orbite basse           | FSW                         | Satellite de reconnaissance                |
| 23 août 1983 | Soyouz-U                    | Baïkonour              | Orbite basse           | Zenit-6                     | Satellite de reconnaissance                |
| 25 août 1983 | Proton-K/DM                 | Baïkonour              | Orbite géostationnaire | Radouga Gran                | Satellite de télécommunications militaires |
| 30 août 1983 | Navette spatiale américaine | Centre spatial Kennedy | Orbite basse           | Navette Challenger (STS-8)  |                                            |
| 30 août 1983 | Navette spatiale américaine | Centre spatial Kennedy | Orbite géostationnaire | INSAT-1B (en)               | Satellite de télécommunications            |
| 30 août 1983 | Molnia M                    | Baïkonour              | Orbite de Molnia       | Molniya-3                   | Satellite de télécommunications            |
| 31 août 1983 | Cosmos-3M                   | Kapoustine Iar         | Orbite basse           | Taifun                      | Calibration radar                          |

#### Septembre
| Date              | Lanceur        | Base de lancement | Type                   | Charge utile             | Notes                                  |
| 3 septembre 1983  | Soyouz-U       | Baïkonour         | Orbite basse           | Zenit-4MKT Fram          | Satellite de reconnaissance optique    |
| 7 septembre 1983  | Soyouz-U       | Baïkonour         | Orbite basse           | Iantar-4K1 Oktan No. 251 | Satellite de reconnaissance            |
| 8 septembre 1983  | Delta 3924     | Cape Canaveral    | Orbite géostationnaire | Satcom 2R                | Satellite de télécommunications        |
| 9 septembre 1983  | Soyouz-U       | Baïkonour         | Orbite basse           | Zenit-6                  | Satellite de reconnaissance            |
| 14 septembre 1983 | Soyouz-U       | Baïkonour         | Orbite héliosynchrone  | Resurs-F1 17F41 No. 24   | Observation de la Terre                |
| 17 septembre 1983 | Soyouz-U       | Baïkonour         | Orbite basse           | Zenit-6                  | Satellite de reconnaissance            |
| 22 septembre 1983 | Delta 3920/PAM | Cape Canaveral    | Orbite géostationnaire | Galaxy 2                 | Satellite de télécommunications        |
| 26 septembre 1983 | Soyouz-U       | Baïkonour         | Orbite basse           | Soyouz T 10 A            | Relève équipage station spatiale Échec |
| 28 septembre 1983 | Tsiklon-3      | Baïkonour         | Orbite polaire         | Okean-OE NKhM No. 1      | Satellite d'observation de la Terre    |
| 29 septembre 1983 | Proton-K/DM    | Baïkonour         | Orbite géostationnaire | Ekran No. 25L            | Satellite de télécommunications        |
| 30 septembre 1983 | Cosmos-3M      | Baïkonour         | Orbite basse           | Taifun                   | Calibration radar                      |

#### Octobre
| Date            | Lanceur      | Base de lancement | Type                   | Charge utile | Notes                                 |
| 5 octobre 1983  | Cosmos-3M    | Baïkonour         | Orbite basse           | Taifun-1B    | Calibration radar                     |
| 12 octobre 1983 | Cosmos-3M    | Baïkonour         | Orbite basse           | Strela-2M    | Satellite de télécommunications       |
| 14 octobre 1983 | Soyouz-U     | Baïkonour         | Orbite basse           | Iantar'-4K2  | Satellite de reconnaissance           |
| 19 octobre 1983 | Ariane 1     | Kourou            | Orbite géostationnaire | Intelsat 507 | Satellite de télécommunications       |
| 20 octobre 1983 | Soyouz-U     | Baïkonour         | Orbite basse           | Progress 18  | Ravitaillement station spatiale       |
| 21 octobre 1983 | Soyouz-U     | Baïkonour         | Orbite basse           | Zenit-6      | Satellite de reconnaissance           |
| 26 octobre 1983 | Cosmos-3M    | Baïkonour         | Orbite basse           | Tsikada      | Satellite de navigation               |
| 28 octobre 1983 | Vostok 8A92M | Baïkonour         | Orbite héliosynchrone  | Meteor-2     | Satellite météorologique              |
| 29 octobre 1983 | Tsiklon-2    | Baïkonour         | Orbite basse           | US-P-M1      | Satellite de reconnaissance océanique |

#### Novembre
| Date             | Lanceur                     | Base de lancement      | Type                   | Charge utile                 | Notes                              |
| 11 novembre 1983 | Cosmos-3M                   | Baïkonour              | Orbite basse           | Vektor                       | Calibration radar                  |
| 17 novembre 1983 | Soyouz-U                    | Baïkonour              | Orbite basse           | Zenit-6                      | Satellite de reconnaissance        |
| 18 novembre 1983 | Atlas E                     | Vandenberg             | Orbite héliosynchrone  | DMSP F-7                     | Satellite météorologique militaire |
| 23 novembre 1983 | Molnia M                    | Baïkonour              | Orbite de Molnia       | Molniya-1                    | Satellite de télécommunications    |
| 24 novembre 1983 | Tsiklon-3                   | Baïkonour              | Orbite basse           | Geo-IK Musson No. 14         | Géodésie                           |
| 28 novembre 1983 | Navette spatiale américaine | Centre spatial Kennedy | Orbite basse           | Navette Columbia (STS-9)     |                                    |
| 28 novembre 1983 | Navette spatiale américaine | Centre spatial Kennedy | Orbite basse           | Laboratoire spatial Spacelab |                                    |
| 30 novembre 1983 | Soyouz-U                    | Baïkonour              | Orbite basse           | Iantar-4K1 Oktan No. 249     | Satellite de reconnaissance        |
| 30 novembre 1983 | Proton-K/DM                 | Baïkonour              | Orbite géostationnaire | Gorisont No. 18L             | Satellite de télécommunications    |

#### Décembre
| Date             | Lanceur       | Base de lancement | Type             | Charge utile             | Notes                                                                 |
| 7 décembre 1983  | Soyouz-U      | Baïkonour         | Orbite basse     | Zenit-6                  | Satellite de reconnaissance                                           |
| 8 décembre 1983  | Cosmos-3M     | Baïkonour         | Orbite basse     | Parus                    | Satellite de navigation militaire                                     |
| 14 décembre 1983 | Soyouz-U      | Baïkonour         | Orbite basse     | Bion No. 6               | Expérience de microgravité                                            |
| 15 décembre 1983 | Tsiklon-3     | Baïkonour         | Orbite basse     | Tselina-D                | Satellite d'écoute électronique                                       |
| 21 décembre 1983 | Molnia M      | Baïkonour         | Orbite de Molnia | Molniya-3                | Satellite de télécommunications                                       |
| 27 décembre 1983 | Soyouz-U      | Baïkonour         | Orbite basse     | Iantar-1KFT Siluet No. 3 | Satellite de reconnaissance optique                                   |
| 27 décembre 1983 | Cosmos 3M     | Kapoustine Iar    | Orbite basse     | BOR-4 No. 405            | Prototype de navette spatiale de type corps portant à échelle réduite |
| 28 décembre 1983 | Molnia M      | Baïkonour         | Orbite de Molnia | Oko                      | Satellite d'alerte précoce                                            |
| 29 décembre 1983 | Proton-K/DM-2 | Baïkonour         | Orbite moyenne   | GLONASS Ouragan x 3      | Satellites de navigation                                              |

## Vols orbitaux

### Par pays
| Pays             | Lancements | dont échecs partiels/totaux | Remarques |
| ---------------- | ---------- | --------------------------- | --------- |
| Chine            | 1          |                             |           |
| États-Unis       | 22         |                             |           |
| Europe           | 2          |                             |           |
| Inde             | 1          |                             |           |
| Japon            | 3          |                             |           |
| Union soviétique | 100        | 2                           |           |
| Total            | 129        | 2                           |           |

### Par famille de lanceurs
| Famille de lanceurs         | Pays             | Lancements | dont échecs partiels ou totaux | Remarques |
| --------------------------- | ---------------- | ---------- | ------------------------------ | --------- |
| Ariane 1                    | Europe           | 2          |                                |           |
| Atlas Centaur               | États-Unis       | 1          |                                |           |
| Atlas D/E/F                 | États-Unis       | 3          |                                |           |
| Atlas G/H/I                 | États-Unis       | 2          |                                |           |
| Cosmos 1/3/3M               | Union soviétique | 23         | 1                              |           |
| Delta                       | États-Unis       | 8          |                                |           |
| Longue Marche 2             | Chine            | 1          |                                |           |
| Molnia                      | Union soviétique | 11         |                                |           |
| Mu                          | Japon            | 1          |                                |           |
| N-1/N-II                    | Japon            | 2          |                                |           |
| Navette spatiale américaine | États-Unis       | 4          |                                |           |
| Proton                      | Union soviétique | 12         |                                |           |
| SLV                         | Inde             | 1          |                                |           |
| Scout                       | États-Unis       | 1          |                                |           |
| Soyouz                      | Union soviétique | 43         | 1                              |           |
| Titan II, IIIA, IIIB        | États-Unis       | 2          |                                |           |
| Titan IIID, IIIE, IIIC      | États-Unis       | 1          |                                |           |
| Tsiklon-2                   | Union soviétique | 2          |                                |           |
| Tsiklon-3                   | Union soviétique | 5          |                                |           |
| Vostok                      | Union soviétique | 4          |                                |           |
| Total                       |                  | 129        | 2                              |           |

### Par type d'orbite
| Orbite                 | Lancements | Succès | Échecs | Orbite atteinte involontairement | Remarques                                                                             |
| ---------------------- | ---------- | ------ | ------ | -------------------------------- | ------------------------------------------------------------------------------------- |
| Basse                  |            |        |        |                                  |                                                                                       |
| Moyenne                |            |        |        |                                  |                                                                                       |
| Haute                  |            |        |        |                                  | dont Molnia, orbite de transfert vers la Lune, orbite elliptique à forte excentricité |
| Géosynchrone/transfert |            |        |        |                                  |                                                                                       |
| Héliocentrique         |            |        |        |                                  | dont orbite de transfert interplanétaire                                              |

### Par site de lancement
| Pays             | Base de lancement      | Nombre de lancements | Remarques |
| ---------------- | ---------------------- | -------------------- | --------- |
| Chine            | Jiuquan                | 1                    |           |
| États-Unis       | Cape Canaveral         | 7                    |           |
| États-Unis       | Vandenberg             | 11                   |           |
| États-Unis       | Centre spatial Kennedy | 4                    |           |
| Europe           | Kourou                 | 2                    |           |
| Inde             | Satish Dhawan          | 1                    |           |
| Japon            | Uchinoura              | 1                    |           |
| Japon            | Tanegashima            | 2                    |           |
| Union soviétique | Baïkonour              | 96                   |           |
| Union soviétique | Kapoustine Iar         | 4                    |           |
|                  | Total                  | 129                  |           |

## Survols et contacts planétaires
| Date | Sonde spatiale | Événement | Remarque |
| ---- | -------------- | --------- | -------- |
|      |                |           |          |

### Sources
- (en) Jonathan McDowell, « Jonathan's Space Report », Jonathan's Space Page
- (en) Gunter Krebs, « Chronology of Space Launches », Gunter's Space Page